# I bomullsfältens ensamhet
I bomullsfältens ensamhet (franska Dans la solitude des champs de coton) är ett drama skrivet av den franska dramatikern Bernard-Marie Koltès år 1985.
Dramat innehåller endast två skådespelare och dessa är en så kallad Dealer och en kund. Handlingen kretsar kring en affär som dealern vill göra med kunden, men som de aldrig enas om.